# ريب تايلور
ريب تايلور (بالإنجليزية: Rip Taylor)‏ هو ممثل أمريكي، ولد في 13 يناير 1934 في واشنطن العاصمة في الولايات المتحدة.

## أعمال

### أفلام
- (1992) توم وجيري الفيلم
- (1992)  ضائع في نيويورك[8][9][10]
- (2002)  الفيلم[11]
- (2003) أليكس وإيما
- (2010) جاك آس ثلاثي الأبعاد[12][13][14]

## وصلات خارجية
- ريب تايلور على موقع IMDb (الإنجليزية)
- ريب تايلور على موقع روتن توميتوز (الإنجليزية)
- ريب تايلور على موقع ألو سيني (الفرنسية)
- ريب تايلور على موقع ميوزك برينز (الإنجليزية)
- ريب تايلور على موقع تيرنر كلاسيك موفيز (الإنجليزية)
- ريب تايلور على موقع أول موفي (الإنجليزية)
- ريب تايلور على موقع قاعدة بيانات برودواي على الإنترنت (الإنجليزية)
- ريب تايلور على موقع قاعدة بيانات برودواي على الإنترنت (الإنجليزية)
- ريب تايلور على موقع قاعدة بيانات الأفلام السويدية (السويدية)
- ريب تايلور على موقع إن إن دي بي (الإنجليزية)